# Simeó (personatge bíblic)
|  | Per a altres significats, vegeu «Simeó (desambiguació)». |

Simeó era un ancià jueu, Un «home just i temorós de Déu», que apareix citat a l'Evangeli segons Lluc, (Lc 2, 22-35) que v reconèixer Jesús com al Messies. És venerat com a sant a l'església catòlica.

## Relat evangèlic
L'Evangeli de Lluc narra que quan Maria i Josep van anar al Temple de Jerusalem per presentar-hi Jesús, van trobar a Simeó, un ancià a qui l'Esperit Sant havia anunciat que veuria el Messies abans de morir. Simeó, posseït per l'Esperit Sant, va prendre el nen Jesús en braços i va lloar Déu per haver pogut pogut veure el nen. L'himne que Lluc escriu i posa en boca de Simeó és conegut com a Nunc dimittis ('Ara deixeu', primeres paraules del cant: «Ara deixeu, Senyor, que el vostre servent se'n vaig en pau; els meus ulls han vist el Salvador, com li havíeu promès...») o Càntic de Simeó.
Sorpresos els pares, Simeó els va beneir, i va profetitzar a Maria que participaria en els dolors de la vida del seu fill. Lluc parla també d'una persona senzilla, Anna, que com Simeó té l'esperit de la profecia, i que reconeix Jesús com el Messies.

## Tradició ortodoxa
Segons la tradició de l'Església Ortodoxa, Simeó era un dels setanta-dos traductors de la Bíblia al grec, en l'anomenada Versió dels Setanta o Septuaginta, text canònic de la litúrgia ortodoxa.

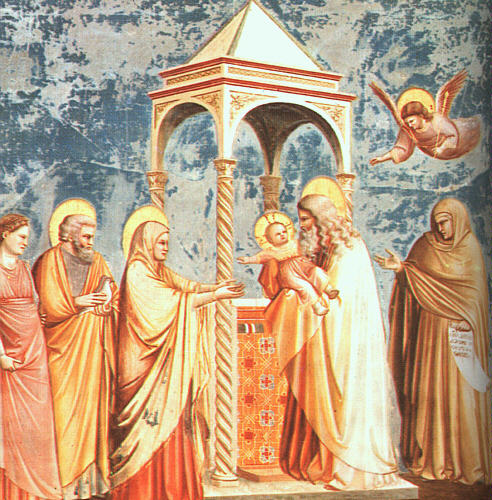
Presentació al Temple, fresc de Giotto (Pàdua, Capella degli Scrovegni)
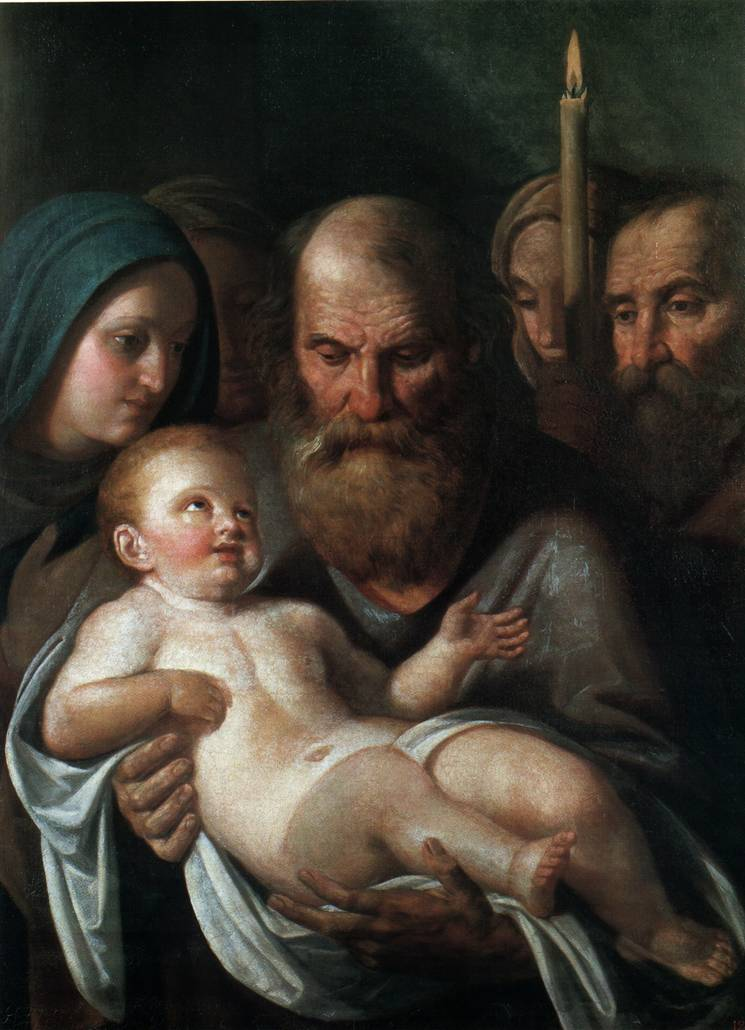
Pintura d'Alexeij Iegorov, 1830-40
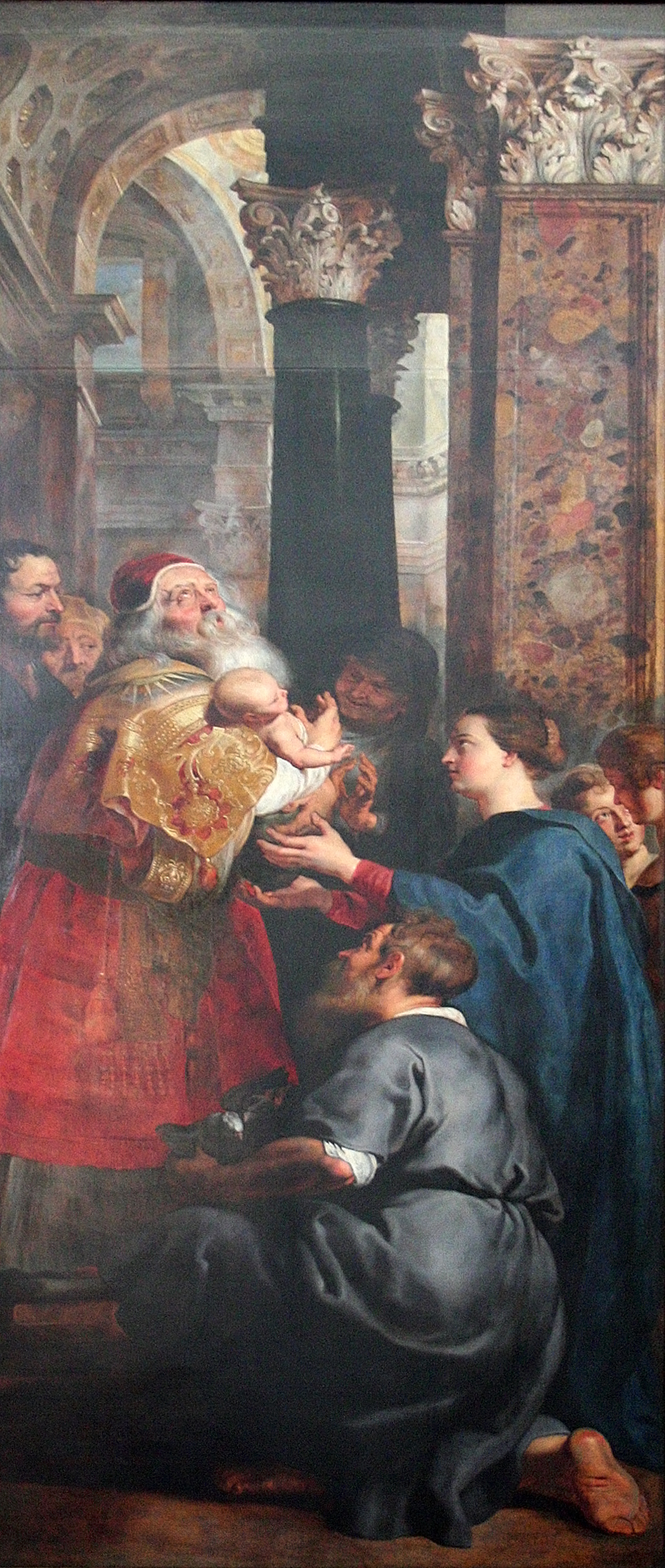
Pintura de P. P. Rubens, ca. 1614 (Catedral d'Anvers)

## Veneració
Simeó va ser venerat com a sant des dels primers temps del cristianisme. Avui és venerat per totes les confessions cristianes. El sant és celebrat en diversos dies. La trobada amb la Sagrada Família es recorda el 2 de febrer, el dia de la Presentació de Jesús al Temple. Segons la tradició, Simeó moriria l'endemà, el 3 de febrer, dia de la festivitat litúrgica de Simeó en la tradició catòlica.
Les esglésies ortodoxes el celebren segons el calendari julià, el 15 de febrer, juntament amb la profetessa Anna. L'Església Armènia el celebra el 14 de febrer.

### Relíquies
Les seves suposades relíquies es van traslladar de Jerusalem a Constantinoble pels romans d'Orient. Els venecians, comandats per Enric Dandolo van saquejar l'església en 1204 i es van endur la despulla a Venècia, i les van depositar a l'església de San Simeone Profeta.
Una tradició diferent diu que la despulla es va portar de Constantinoble, en 1243, a Zadar (Croàcia). La ciutat el va nomenar el seu sant patró, on és a més protector dels nens.

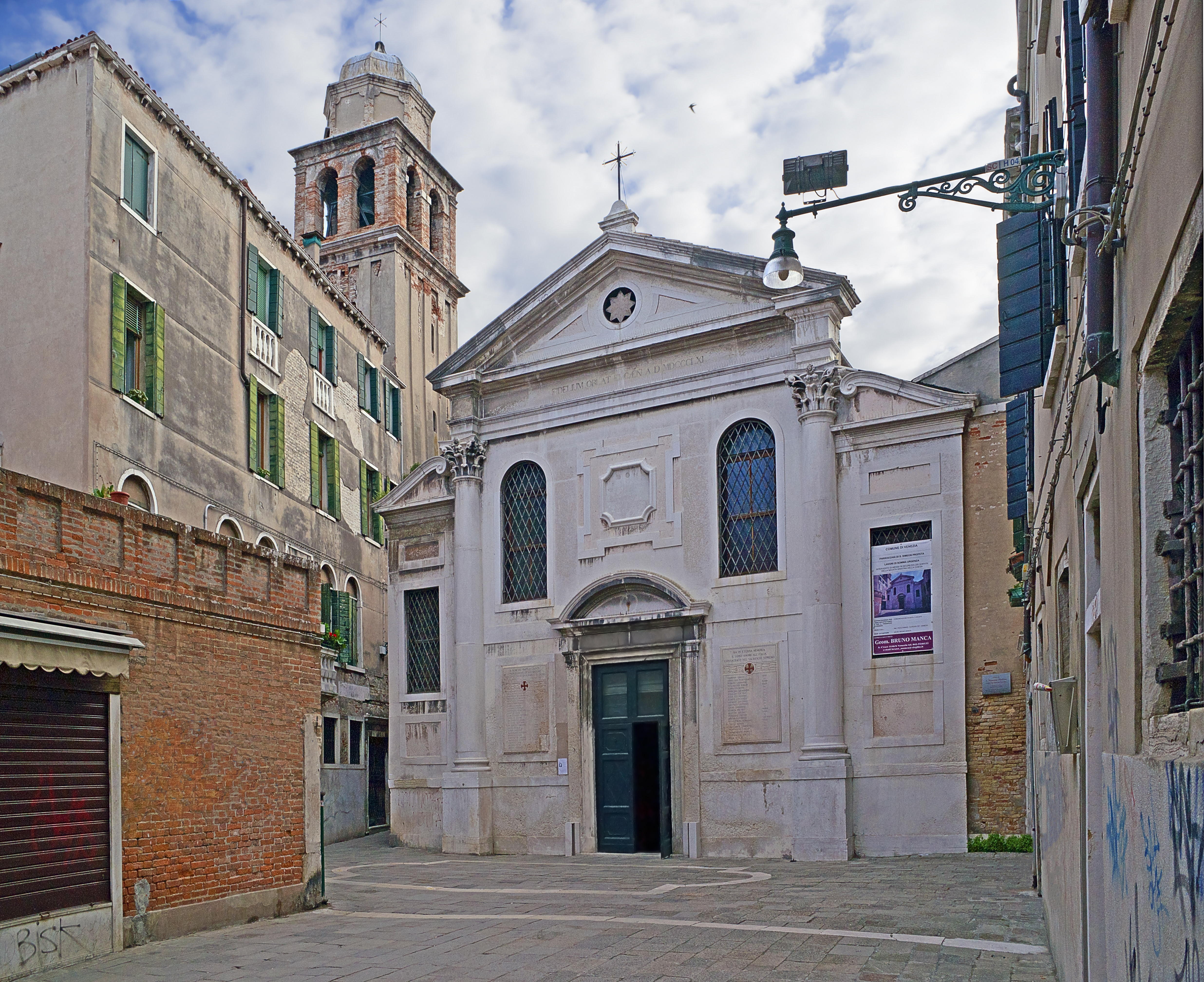
San Simeone Profeta, a Venècia
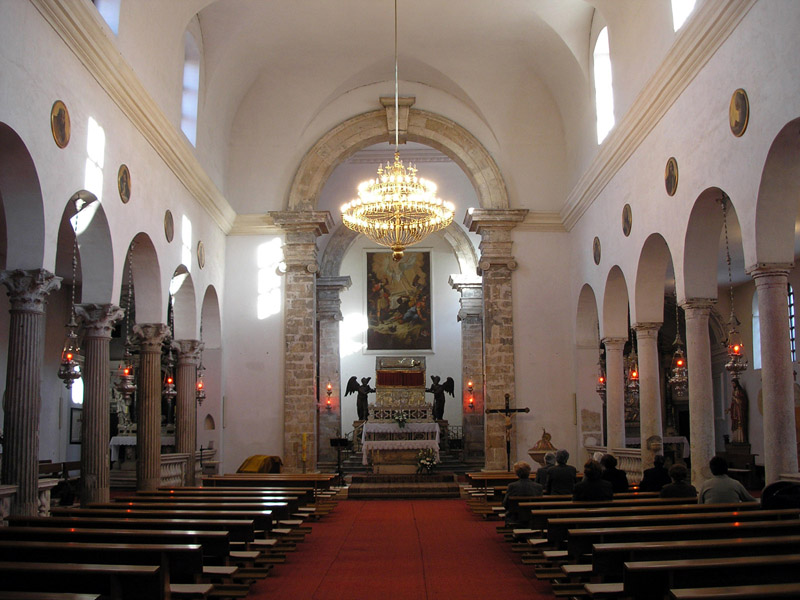
Església de Sv. Simun de Zadar
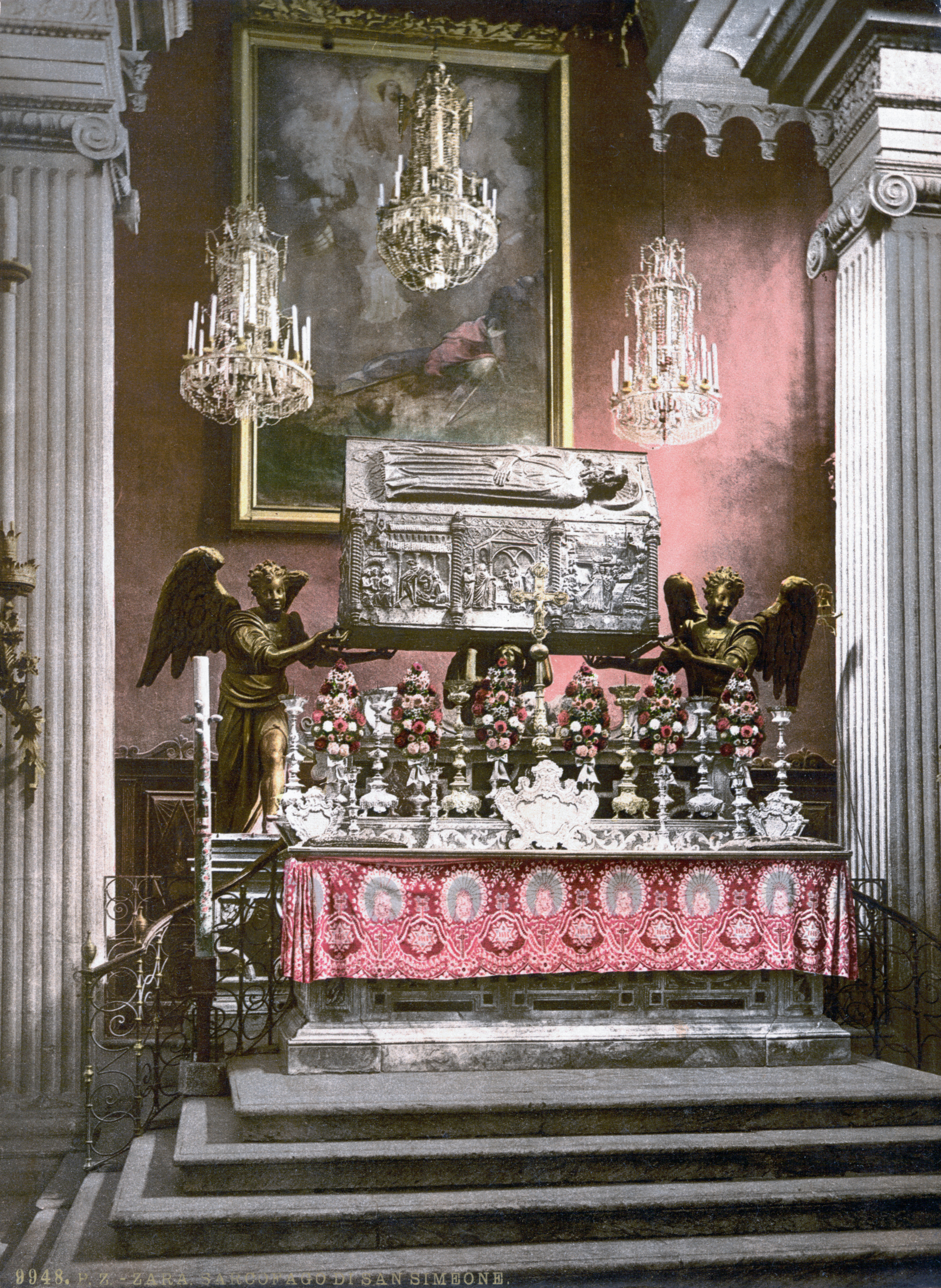
Arca del sant a l'església de S. Simeó de Zadar, al començament del s. XX
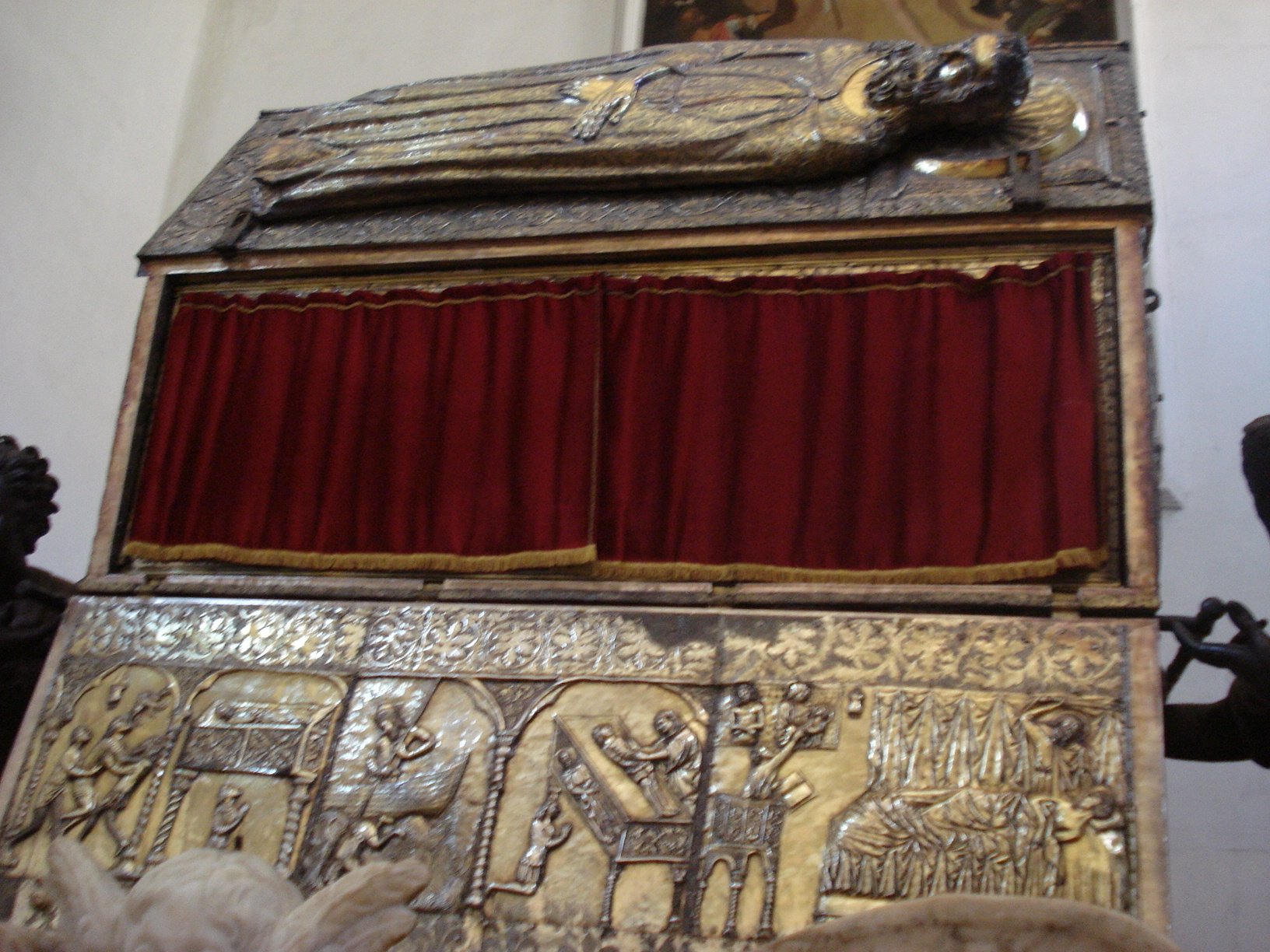
Arca del sant a l'església de S. Simeó de Zadar
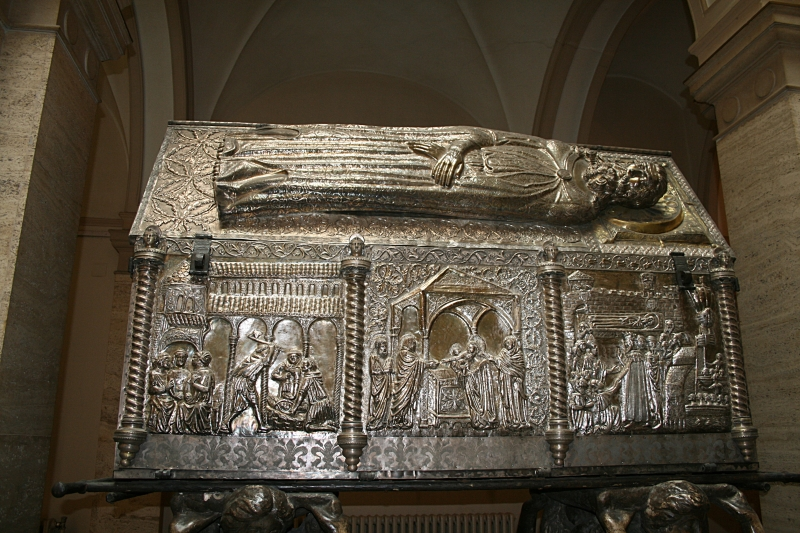
Réplica de l'arca a l'Acadèmia de Zagreb, Croàcia